# Jérôme Ryon
Jérôme Ryon, né le 30 septembre 1972 à Bourg-en-Bresse dans le département de l'Ain, est un chef cuisinier français, installé à Carcassonne, lauréat en 2005 du Prix culinaire international Pierre Taitinger,.

## Biographie
Il débute son apprentissage au lycée hôtelier de Thonon-les-Bains en 1992, avant de passer au service du chef, Michel de Matteis au « Château de Divonne-les-Bains », de Philippe Gauvreau à « La Rotonde » situé à La Tour de Salvagny et de poursuivre sa formation auprès de Marc Veyrat au sein de « l'Auberge de l'Eridan » à Veyrier-du-Lac .

### Arrivée à Carcassonne
En 2000, il est recruté par le groupe Orient Express, nouveau propriétaire de l'Hôtel de la Cité de Carcassonne pour seconder le chef Franck Putelat au restaurant « La Barbacane ». Il prend sa suite en 2006 quand celui-ci, créé son propre restaurant « Le Parc - Franck Putelat » au pied de la Cité de Carcassonne,. Il obtiendra une étoile au guide Michelin de 2007 à 2016 et de 2018 à 2023,.

En 2023, il participe à l'émission culinaire « Cuisine ouverte » du chef Mory Sacko. Son frère, Emmanuel Ryon, meilleur ouvrier de France, fut champion du monde de pâtisserie en 1999.

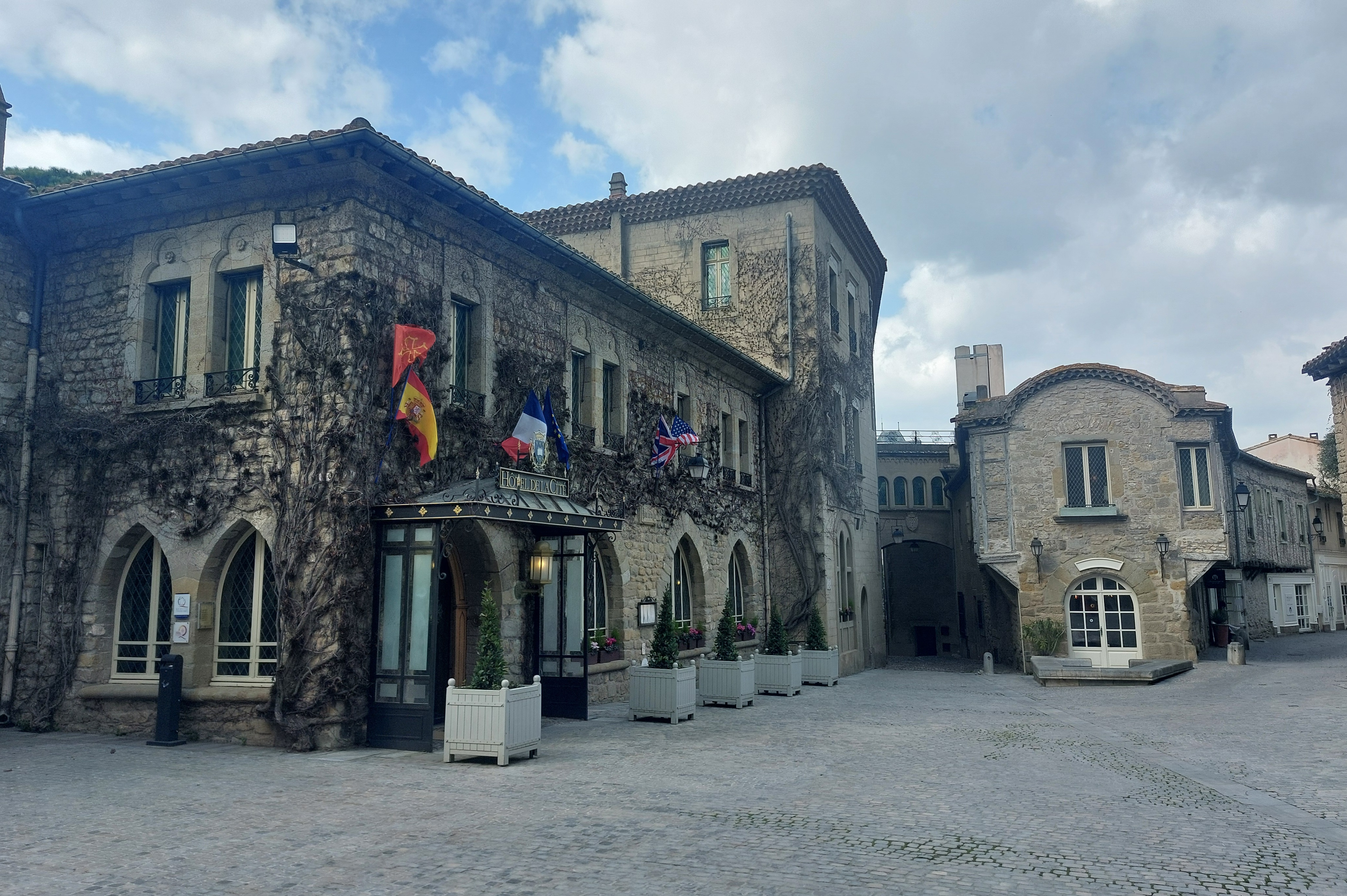
L'Hôtel de la Cité de Carcassonne.
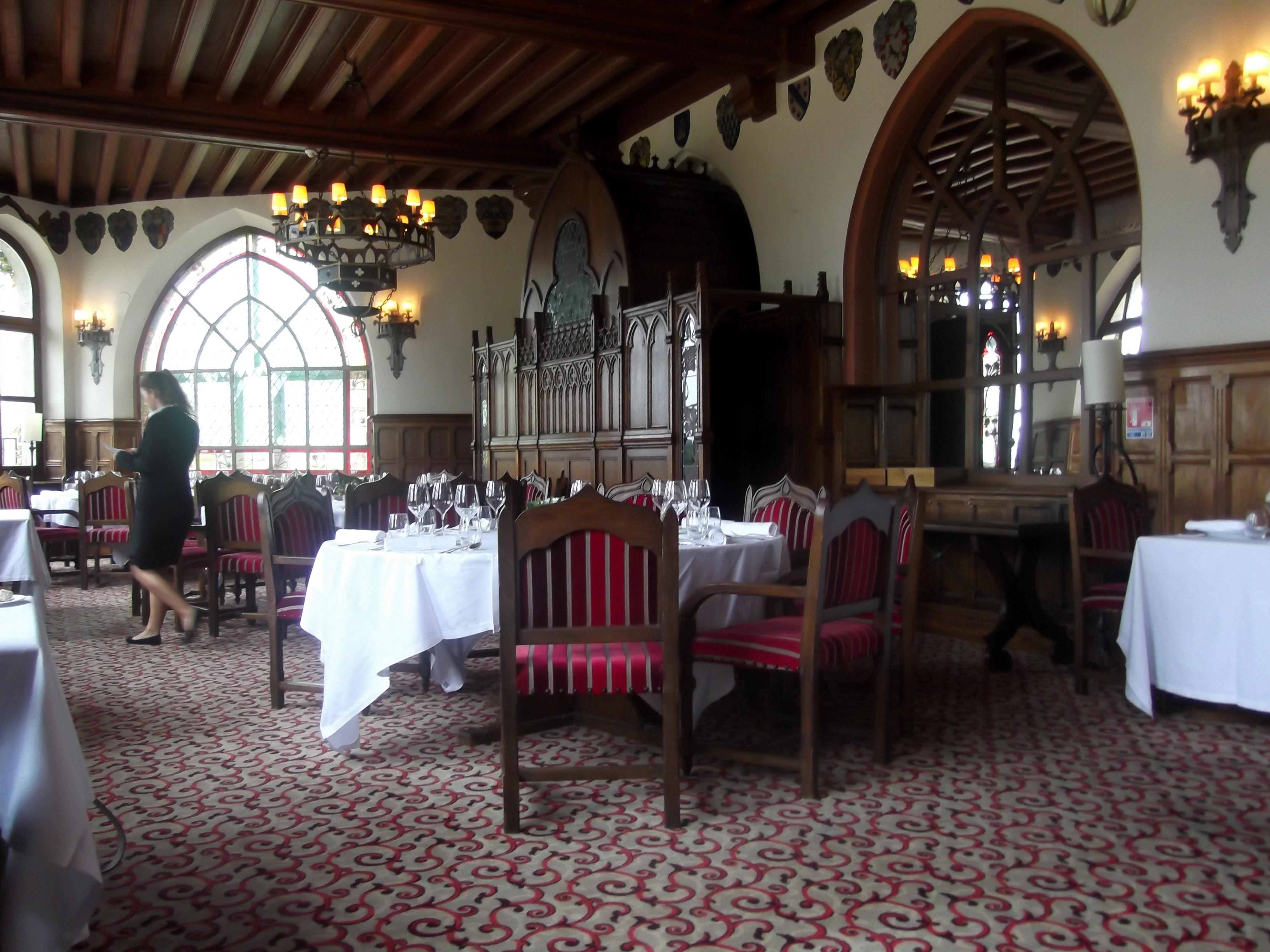
La salle du restaurant « La Barbacane ».

### Cuisine de Jérôme Ryon
- Poularde de Bresse, suprêmes farcis aux écrevisses, petit chou aux cuisses, blettes et pistaches, sauce Nantua et jus de poulet[9].